# Parc national de Lakefield
Pour les articles homonymes, voir Lakefield.
Le parc national de Lakefield (Lakefield National Park) est un parc national du Far North Queensland en Australie, à 1 707 km au nord-ouest de Brisbane. Il s’agit du second (après le parc national de Daintree) plus grand parc du Queensland et un lieu apprécié pour la pêche et le camping. On peut y venir par les routes venant de Cooktown ou de Laura.
Sur la côte le parc comprend la baie de la Princesse Charlotte.
Le parc est très loin de toute ressource et les visiteurs doivent acheter les denrées alimentaires, l’essence et autres fournitures avant de partir de Cooktown ou de Laura.
Il existe de nombreux terrains de camping dans le parc et deux camps sont équipés avec toilettes et douches (Camps de Kalpowar Crossing et de Hanns Crossing). Tous les permis sont obtenus par auto-inscription sur des panneaux situés dans le parc. Une somme forfaitaire de 4,50 AUD par personne par nuit est demandée dans tous les parcs nationaux du Queensland.
Il y a un poste de rangers à l’intérieur du parc qui peut donner des informations ou aider dans des situations d’urgence. Il existe une piste principale qui traverse le parc mais elle est impraticable pendant la majeure partie de la saison des pluies (à peu près du début décembre à avril/mai).